# Gaetano Dadomo
Gaetano Dadomo (Fiorenzuola d'Arda, 1915 – Genova, 9 settembre 1943) è stato un militare italiano, un fante del Regio Esercito ricordato per essersi sacrificato il 9 settembre 1943 per rallentare l'avanzata verso Genova delle truppe tedesche attraverso il ponte minato sul torrente Riccò in Via Paolo Anfossi a Pontedecimo (Genova) in seguito ai fatti dell’8 settembre 1943 nel corso della seconda guerra mondiale.

## Biografia
Nato nel 1915 a Fiorenzuola d’Arda (Piacenza), fu un soldato del Regio Esercito italiano in servizio presso la stazione ferroviaria di Pontedecimo sulla linea Torino-Genova "dei Giovi" durante la seconda guerra mondiale.
In seguito al Proclama del generale Pietro Badoglio dell’8 settembre 1943, il giorno 9 settembre Gaetano Dadomo era di guardia presso il ponte stradale minato sul torrente Riccò in via Paolo Anfossi, quando le truppe tedesche in avanzata verso Genova tentarono di attraversarlo. Egli si oppose al loro passaggio e fu ucciso sul posto a colpi di mitragliatrice.
Il ponte stradale sul torrente Ricco ove fu ucciso, costruito nel XIX secolo in sostituzione dell'antico Pons ad decimum miliarium, è oggi a lui dedicato.